# Ильинка (Стретенский сельсовет)
Ильинка — деревня в Нижнеингашском районе Красноярского края. Входит в состав Стретенского сельсовета.

## География
Деревня находится в восточной части края, в пределах таёжной лесорастительной зоны, на левом берегу реки Кохинки, на расстоянии приблизительно 31 километра (по прямой) к северо-западу от Нижнего Ингаша, административного центра района. Абсолютная высота — 281 метр над уровнем моря.
Климат
Климат характеризуется как резко континентальный, с продолжительной морозной малоснежной зимой и коротким жарким летом. Зима продолжается в течение 6-7 месяцев. Абсолютный минимум температуры воздуха составляет −51 °C (по данным метеостанции г. Канска). Продолжительность периода с температурой более 10˚С составляет 100—110 дней. Среднегодовое количество атмосферных осадков составляет 484 мм.

## История
Основана в 1899 году. По данным 1926 года в деревне Ильинка (Гнездо) имелось 51 хозяйство и проживало 295 человек (139 мужчин и 156 женщин). В национальном составе населения того периода преобладали белорусы. В административном отношении являлась центром Ильинского сельсовета Устьянского района Канского округа Сибирского края.

## Население
| 2010 |
| ---- |
| 3    |

Половой состав
По данным Всероссийской переписи населения 2010 года в гендерной структуре населения мужчины составляли 33,3 %, женщины — соответственно 66,7 %.
Национальный состав
Согласно результатам переписи 2002 года, в национальной структуре населения русские составляли 97 % из 66 чел.